# Nikola Mihanović
Nikola Mihanović (Doli, Dubrovačko primorje, 21. siječnja 1846. – Buenos Aires, 24. lipnja 1929.), poznat i pod imenom Nicolás Mihanovich, bio je poznati hrvatski iseljenik u Argentinu.

## Životopis
Rođen je u selu Dolima (blizu Pelješca), 21. siječnja 1846. godine. Došavši u Argentinu, prvotno se bavio malim brodskim prijevozom; naime, prevozio je putnike na obalu s prekooceanskih brodova barkom.
Vremenom počinje kupovati manje i veće brodove te osniva parobrodarsko društvo pod imenom „Nicolas Mihanovich”; godine 1909. posjeduje oko 350 manjih i većih brodova. U godini kad je okončao Prvi svjetski rat, na brodovlju njegove trgovačke mornarice je radilo oko 5.000 ljudi, uglavnom Hrvata.
Smatra ga se osnivačem argentinske trgovačke flote. Umro je 1929. godine.

## Suvremenici o njemu
Krsto Krile ga je nazvao "kraljem riječne plovidbe od Atlantskog oceana do središnjeg Brazila".
Adam Jerković je zapisao: "...Tko ne zna za njihovu borbu, tko nije čuo za njihove napore, tko nije vidio njihove žrtve i tko ne pozna i ne divi se njihovu prvu pioniru Nicholasu Mihanovichu, našem dragom sadašnjem predstavniku."
U jednom dijelu pisma Miće Mičića, člana Jugoslavenskog odbora u Londonu, kojim izvještava Antu Trumbića: "O Mihanoviću je odvisno do 85% našeg svjeta, mnogo naših trgovaca i poduzetnika; on ih financira – tako da promjenom držanja Mihanovića to bi ovdje bio naprosto jedan mali prevrat."  Radilo se, naime, o vremenu drugog svjetskog rata, i željeli su odvratiti Mihanovića od Franje Josipa I.

## Nagrade
Bio je lojalan Franji Josipu I., koji ga je čak imenovao barunom s pravom nasljedstva, a bio je odlikovan i od ruskog cara te engleskog i španjolskog kralja.

## Zanimljivosti
Koncem 1920-ih, dao je izgraditi dvadeseterokatnicu u Buenos Airesu, kako bi s njena vrha mogao promatrati svoje brodove kako uplovljavaju u Buenos Aires. Ta zgrada, Torre Bencich, je bila u svoje vrijeme najviša zgrada u Buenos Airesu.

### Knjige
- Perinić, Ljeposlav. 1998. Hrvati u Argentini.   Šakić, Vlado; Jurčević, Josip (ur.). Budućnost iseljene Hrvatske. Institut društvenih znanosti "Ivo Pilar". Zagreb. str. 277–286

## Vanjske poveznice
- Mihanović Hrvatska tehnička enciklopedija, portal hrvatske tehničke baštine. LZMK